# Chu-ma
Chu-ma (čínsky pchin-jinem Hūmǎ, znaky zjednodušené 呼玛, tradiční 呼瑪) je okres v prefektuře Ta-sing-an-ling v severní části provincie Chej-lung-ťiang v Čínské lidové republice. Okres leží na pravém (jihozápadním břehu Amuru v údolí řeky Kumary. Rozloha okresu je 14 285 čtverečních kilometrů a v roce 1999 v něm žilo 344 tisíc obyvatel.

## Historie
Roku 1654 na soutoku Kumary a Amuru ruští kozáci pod vedením Onufrije Stěpanova postavili dobře opevněný Kumarský ostroh, v němž přezimovali. Na jaře 1655 byli napadeni armádou říše Čching vedenou vojevůdcem Mingandalim, její obléhání Kumarského ostrohu však bylo neúspěšné a po několika týdnech se čchingské vojsko stáhlo. I Rusové však ostroh opustili, v okolí totiž nezůstali domorodci, od kterých by bylo možno brát potraviny.